# Сасамори Гисукэ
Сасамори Гисукэ (яп. 笹森 儀助 3 марта 1845 — 29 сентября 1915, Хиросаки, Япония) — японский путешественник, чиновник, предприниматель, деятель политики и образования. Основатель и первый глава нескольких учебных заведений в Корее и Японии.
Был управляющим делами на острове Осима и градоначальником города-порта Аомори (пограничными территориями Японской империи в те годы). Исследовал ряд почти неизвестных в то время островов Рюкю и Курильского архипелага. Созданные им записки об экспедиции на острова Рюкю «Экспедиция на южные острова»（яп. 南嶋探験）оказали впоследствии значительное влияние на исследования японского фольклора (в частности Кунио Янагиты).

## Ранняя жизнь
Сасамори родился в 1845 году в местности Хиросаки провинции Муцу (ныне одноимённый город префектуры Аомори) в семье служащего из владений Хиросаки (клана Цугару) Сасамори Сигэёси. Учился в местном учебном заведении (ныне Восточный бюджетный Университет), после служил в Хиросаки, работал в префектуре Аомори. Был назначен на должность мэра Цугару, однако в 1878 году (11 год Мэйдзи) ушёл в отставку.  что в те годы префектура Аомори находилась в зоне влияния организации движения за права человека «Форум», и Сасамори с сотоварищами, придерживавшиеся консервативных старых взглядов, встали в оппозицию к чиновникам. Сасамори вызвал недовольство тогдашнего управляющего префектуры Аомори Хидэнори Ямада за попытку его объединения с остальными оппозиционерами, за что и был снят с должности.
После отставки Сасамори являлся значимой фигурой в костяке консерваторов — он и ещё один тогдашний представитель администрации префектуры, также подавший прошение об отставке, Сигэрутэй Дайдодзи (учредитель 59-го государственного банка), совместно учредили компанию по управлению пастбищными угодьями «Сельскохозяйственное и животноводческое общество», и соучредитель Дайдодзи был назначен на должность председателя общества. В 1886 году, благодаря тому, что соучредитель ушёл с должности председателя общества и был назначен на должность мэра Цугару, Сасамори был избран на должность председателя правления. В 1892 году (25 год Мэйдзи) Сасамори ушёл с поста председателя, покинув ряды «Сельскохозяйственного и животноводческого общества».

## Исследования
После выхода из «Сельскохозяйственного и животноводческого общества» Сасамори путешествовал по всей Японии приблизительно в течение десяти лет, оставив ряд заметок о своих исследованиях. Его первое путешествие состоялось в апреле-июне 1891 года (24 год Мэйдзи), когда он ещё пребывал в должности председателя «Сельскохозяйственного и животноводческого общества»; именно тогда он провёл свой первый поход под девизом «Марш бедноты». Ещё одно путешествие было организовано в поддержку лозунгов тогдашних оппозиционных партий — «Снижение земельного налога» и «Корректировка цены на землю», а также, чтобы подробней разузнать о местном производстве и образе жизни. Ещё в одном походе Сасамори исследовал области от Кинки до районов местности острова Кюсю, к тому же сделал детализированные записи о посещенных памятниках старины, которые даже сейчас считаются очень полезными и исторически достоверными.
В 1892 году Сасамори по совету журналиста Куги Кацунана отправился на исследование Курильских островов, воспользовавшись попутным рейсом канонерской лодки «Бандзё». Он и ещё один человек, ранее уже пытавшийся ранее исследовать Курилы, — Катаока Тосикадзу — немного позже встретились и совместно выполнили исследования островов Шумшу и Парамушир. Вернувшись на родину, он на этот раз вместе с Катаокой описал свой исследовательский опыт и вместе с записями преданий, рассказанных одним местным стариком, выпустив книгу «Экспедиция на Курильские острова» (яп. 千島探験). Её с помощью министра Иноуэ доставили к императору, который также ознакомился с книгой. После экспедиции Гундзи Сигэтады  по освоению Курил Сасамори, однако, высказал критическое замечание: «При освоении Курил следует выяснять, зачем для местного населения в условиях такого холодного района стоит делать инвестиции из собственного кармана».
В апреле следующего 1893 года Сасамори лично встретился с министром внутренних дел Иноуэ Каору по вопросу дальнейших исследований: Иноуэ был заинтересован в оживлении японской сахарной промышленности, и он очень попросил исследовать обширные территории южных островов (Рюкю) для оценки возможности развития здесь производства сахара. Сасамори, в свою очередь, вежливо осведомился о ранее совершённой исследовательской экспедиции на о. Рюкю ботаника Тасиро Ясусады и о реализации всевозможных приготовлений. В том же году, в мае, он начал экспедицию на острова Рюкю. Тогда эти острова относились к владениям префектуры Окинава и особо выделялись тем, что здесь водились ядовитые змеи Trimeresurus gramineus и свирепствовала малярия, — это было очень рискованное путешествие. Перед экспедицией Сасамори нанёс визит Тасиро, который ещё во время своей экспедиции заразился малярией и теперь не вставал с кровати.
Достигнув Окинавы, Сасамори исследовал острова в следующей последовательности: Окинава — Керама — Мияко — Исигаки — Ириомоте — Ёнагуни — Исигаки — Мияко — Окинава, объехав вокруг каждый остров; он исследовал условия для сахарного производства, сельское хозяйство и обеспечение водой, а также выполнил исторические раскопки. Однако, с другой стороны, Сасамори во время своего путешествия увидел всю трагичность бедственного положения местного населения. В то время на Окинаве к этому привело чиновничье управление, остававшееся ещё на уровне эпохи государства Рюкю: по сути, это была политика задабривания и господство закостенелых взглядов — уровень налогов был очень высок и застарелая прослойка общества, точнее, большая её часть, сохранила тенденцию к упадку. Среди прочего наиболее тяжёлой была фискальная политика, проводимая на острове Мияко и островах Сакисима. Для примера Сасамори приводит острова Хатома, Симодзи и многие другие, где, по его словам, даже если кто-то не посадил рис, то ему по-прежнему придётся платить рисовый налог, и поэтому население было вынуждено ездить на лодках на остров Ириомоте для возделывания земли. Кроме того, в районах вообще не было школ начального образования, а налог за школьное обучение взимался. Тем не менее, старый правящий класс по сбору налогов жил богатой жизнью. Кроме того, как сообщается в его работе, на островах Яэяма с распространением малярии сложилась достаточно серьёзная ситуация, на острове Исигаки более половины деревень опустело, остров Ириомоте практически весь был заражён малярией. Тем не менее, жители боялись платить деньги на медицинские расходы и, не получая лечения, один за другим умирали; в связи с этим на островах появилось значительное число домов, превратившихся в руины.
Сасамори посещал посёлок за посёлком, чтобы детально описать положение дел. Впоследствии, вернувшись в Токио, Сасамори описал весь свой опыт в книге «Экспедиция на южные острова», в которой наглядно показал, к каким непоправимым последствиям может привести неправильная налоговая политика, требуя в дальнейшем отменить подобную систему. Эти действия по отмене налогов получили поддержку единомышленников на островах Мияки, оказав огромное влияние на движение за отмену налоговой политики. Хотя экспедиция Сасамори на острова Рюкю была продиктована намерениями правительства и спонсирована, он в своей книге «Экспедиция на южные острова» обрушил резкую критику в адрес правительства и недееспособного руководства префектуры Окинава.

## Поздняя жизнь
Сасамори отказался от должности губернатора острова Осима, затем по рекомендации Кацуканы Куги, заменив Ацумару Коноэ, оказался на учреждении Форума восточноазиатской письменности, на котором было решено построить академию японского языка на Корейском полуострове; там в мае 1899 года он отправился путешествовать в северные районы провинции Хамгён. В конце того же года он в городе Сонджин (ныне Ким-Чхэк) основал учебное заведение, став его ректором. Кроме того, в Корее он отправился в путешествие по северным районам страны, дойдя с исследованиями до Хабаровска. В 1901 году Сасамори по причине холодов почувствовал недомогание и вынужден был вернуться в Японию.
6 мая 1902 года, занимая должность мэра города Аомори, он был переназначен на этот пост во второй раз. В те годы город Аомори испытывал затруднения с налоговой политикой — взимаемые суммы были очень большими. Сасамори, будучи в должности градоначальника, решил как следует разобраться с этим вопросом. В ходе расследования было выяснено, что большое количество налоговых сумм просто разворовывалось некоторыми должностными лицами. Сасамори сделал ряду этих чиновников серьёзные взыскания, попытавшись решить проблему, и ещё до нового переизбрания он успешно сократил налоговые недоимки с 24000 йен до примерно 500 йен. Кроме того, он принял решение насчёт учреждения торгового центра в Аомори с обязательной организацией специализированного образования коммерческой направленности и в связи с этим создал «Высшую коммерческую школу Аомори» и исполнял обязанности первого её главы.
Сасамори 13 декабря 1903 года ушёл в отставку с поста мэра Аомори. Затем он неоднократно исполнял обязанности в 59-м банке по инспектированию работ, а также многие другие. 29 сентября 1915 года скончался, прожив 70 лет. Похоронен в при храме Сайкодзи Синтерамати, пригороде Хиросаки.